# Деом, Жером
Жером Деом (фр. Jérôme Deom; 19 апреля 1999 года, Бельгия) — бельгийский футболист, играющий на позиции полузащитника. Ныне выступает за бельгийский клуб «Эйпен».

## Клубная карьера
Деом - воспитанник академии «Стандарда». С сезона 2015/2016 привлекался к тренировкам с основной командой. 7 мая 2016 года дебютировал в Лиге Жюпиле в поединке против «Васланд-Беверена», выйдя на замену на 68-й минуте вместо Мартина Ремакля.